# Championnat du Turkménistan de football 2004
Navigation
Saison 2003 Saison 2005
La saison 2004 du Championnat du Turkménistan de football est la douzième édition de la première division au Turkménistan. La compétition rassemble les dix meilleurs clubs du pays qui sont regroupés au sein d'une poule unique et s'affrontent quatre fois, deux à domicile et deux à l'extérieur. À l'issue du championnat, il n'y a ni promotion, ni relégation.
C'est le club de Nebitçi Balkanabat qui remporte la compétition cette saison après avoir terminé en tête du classement final, avec six points d'avance sur le tenant du titre, Nisa Achgabat et dix-sept sur un duo composé de Merw Mary et de Şagadam Türkmenbaşy. C'est le tout premier titre de champion du Turkménistan de l'histoire du club, qui réalise même le doublé en s'imposant en finale de la Coupe du Turkménistan face à Asudalyk Achgabat.

## Les clubs participants
| - Köpetdag Achgabat - Nebitçi Balkanabat - Merw Mary - Şagadam Türkmenbaşy - FK Ahal Änew | - Nisa Achgabat - HTTU Achgabat - Promu de D2 - Turan Dashoguz - Gazçy Gazojak - Asudalyk Achgabat |

## Compétition
Le barème de points servant à établir le classement se décompose ainsi :
- Victoire : 3 points
- Match nul : 1 point
- Défaite : 0 point

### Classement
| Rang | Équipe              | Pts | J  | G  | N  | P  | Bp | Bc | Diff |
| ---- | ------------------- | --- | -- | -- | -- | -- | -- | -- | ---- |
| 1    | Nebitçi BalkanabatC | 84  | 36 | 27 | 3  | 6  | 78 | 23 | +55  |
| 2    | Nisa AchgabatT      | 78  | 36 | 24 | 6  | 6  | 84 | 29 | +55  |
| 3    | Merw Mary           | 67  | 36 | 20 | 7  | 9  | 55 | 38 | +17  |
| 4    | Şagadam Türkmenbaşy | 67  | 36 | 19 | 10 | 7  | 70 | 34 | +36  |
| 5    | HTTU AchgabatP      | 52  | 36 | 16 | 4  | 16 | 67 | 64 | +3   |
| 6    | Asudalyk Achgabat   | 50  | 36 | 15 | 5  | 16 | 38 | 40 | -2   |
| 7    | FK Ahal Änew        | 38  | 36 | 11 | 5  | 20 | 24 | 64 | -40  |
| 8    | Köpetdag Achgabat   | 31  | 36 | 9  | 4  | 23 | 41 | 68 | -27  |
| 9    | Turan Dashoguz      | 25  | 36 | 5  | 10 | 21 | 22 | 61 | -39  |
| 10   | Gazçy Gazojak       | 18  | 36 | 4  | 6  | 26 | 34 | 92 | -58  |

|  | Qualification pour la Coupe de l'AFC 2005                                     |
|  | Retrait du championnat en fin de saison                                       |
|  | T : Tenant du titre C : Vainqueur de la Coupe du Turkménistan P : Promu de D2 |

- Asudalyk Achgabat se retire du championnat à l'issue de la saison.

## Bilan de la saison
| Championnat du Turkménistan de football 2004                             |                                |
| Champion                                                                 | Nebitçi Balkanabat (1er titre) |
| Coupes et trophées                                                       |                                |
| Vainqueur de la Coupe du Turkménistan 2004                               | Nebitçi Balkanabat             |
| Qualifications continentales                                             |                                |
| Coupe de l'AFC 2005                                                      | Nebitçi Balkanabat             |
| Coupe de l'AFC 2005                                                      | Nisa Achgabat                  |
| Promotions et relégations                                                |                                |
| Promus en Yokary Liga                                                    | Aucun                          |
| Relégués en Championnat du Turkménistan de football de deuxième division | Asudalyk Achgabat (retrait)    |